# 松本博樹
松本 博樹（まつもと ひろき、1983年〈昭和58年〉 - ）は、日本のブロガー、YouTuber、作家。兵庫県神戸市在住。
お金の専門家として、節約や投資、クレジットカード、ポイントなどの情報を発信している。著書に『この1冊でお金に困らない！ 節約ハック大百科』。株式会社cocowa、株式会社ONWAの代表でもある。

## 来歴・人物
1983年生まれ。兵庫県神戸市出身。コンピュータ総合学園HAL（現：HAL大阪）卒業。クレジットカードアドバイザーの資格を保有。その他、データベーススペシャリスト、応用情報技術者、基本情報技術者、3級FP技能士の国家資格も保有している。学生時代にアフィリエイトの存在を知り、サイト運営を始める。卒業後は5年間プログラマーとしてシステムインテグレーターの会社に勤めていた。
2011年5月に退職し、フリーランスとして活動を開始。活動時の屋号は「cocowa」としていた。ブログ運営をはじめ、Webシステムの開発、せどり、Airbnb経由での外国人旅行者の受け入れといった活動を行う。
会社を退職してしばらくは収入が不安定だったため、生活費の削減に取り組み、運営ブログの一つである「ノマド的節約術」で節約の過程を紹介し始めた。2022年8月時点では、クレジットカードやポイント、投資信託といった幅広い情報を掲載している。2021年8月に「OMIYA!」のサイト名を「おみや」に変更した。2013年から「ノマド的節約術」の収益が伸び始め、個人ブログとしては異例の500万PVを達成した。2014年8月には活動を法人化し、合同会社「cocowa」の代表となる。
2016年8月に、日本全国のお土産を紹介するサイト「OMIYA!」をリリース。2022年8月時点で掲載されているお土産の数は9,000個以上にのぼる。ブログやサイトの記事は、移動中に執筆すると時間の制限があるため集中できるという。国内・海外を旅行しながら仕事をすることが多く、2017年は年間138日も旅していた。
2019年1月に合同会社「cocowa」から株式会社「cocowa」へ変更。2019年11月に株式会社「ONWA」も設立し、代表となる。サイト運営の他に、投資にも積極的に取り組んでいると語っている。投資信託の積立に加えて、株主優待を目当てに個別株も買っているという。2021年2月には、株主優待や配当金について解説するサイト「ゆうはい」をリリース。サイトでは、自身が取得した株主優待の写真を掲載している。

## その他の活動
2016年に粕尾将一の年間スポンサーに。2018年には、るってぃの年間スポンサーもつとめた。
2018年7月より牧貴士と共に「雑談ラジオ‐ネットじゃ言えない話‐」を配信。第14回まで配信されている。
2018年12月にYouTubeチャンネル「節約ちゃんねる」を立ち上げた。アシスタントのさがやんと共に、動画で節約術を紹介している。
2019年9月より、不定期で「ワークキャリア」のゲスト講師を勤めている。
2019年12月より、鳥井弘文、ひらめきメモのF太と共に「お金と人のないしょ話」を配信。第1回から第28回まで出演した。

## 受賞歴
- 2014年「バリューコマースMVP」[注釈 5]特別賞（cocowaとして受賞）[35]

## 著書
- 『この1冊でお金に困らない！ 節約ハック大百科』KADOKAWA、2018年11月、ISBN 978-4046024510。

## 自費出版（電子書籍）
- 『カウチサーフィン受け入れのはじめ方 〜日本にいながら、1年で外国人の友達を10人作る方法〜』2013年2月、ASIN B00BHK6ROU。
- 『カウチサーフィン受け入れ体験記 2013年上半期版 〜ホストは夫婦と小さな子どもの3人家族〜』2013年7月、ASIN B00E898NA8。
- くいしん 編集『ノマド的節約術の本その1 節約のために、お金のことを考えよう 初期の厳選ショートコラム30選』2016年12月、ASIN B01MU16ITO。
- くいしん 編集『ノマド的節約術の本その2 節約のために、仕事のことを考えよう』2017年2月、ASIN B01MZGFPJ3。
- くいしん 編集『ノマド的節約術の本その3 節約のために、お金のことを考えよう 松本博樹のインタビュー集』2017年3月、ASIN B06XQPPJ91。
- くいしん 編集『ノマド的節約術の本その4 節約のために、お金のことを考えよう 松本博樹のお金に対する考え方2015』2017年6月、ASIN B073LYLN2B。
- くいしん 編集『ノマド的節約術の本その5 節約のために、お金のことを考えよう 松本博樹のお金に対する考え方2016』2017年10月、ASIN B076VGMHSP。
- くいしん 編集『ノマド的節約術の本その6 節約のために、仕事のことを考えよう 松本博樹の仕事に対する考え方2012〜2014』2018年2月、ASIN B079M5FVSN。
- くいしん 編集『ノマド的節約術の本その7 節約のために、仕事のことを考えよう 松本博樹の仕事に対する考え方2015』2018年2月、ASIN B079MDSTFB。
- くいしん 編集『ノマド的節約術の本その8 松本博樹のヒストリーインタビュー』 2018年4月、ASIN B07C757Y7N。
- たまたま イラスト『ゆる漫画で読める！コストコの人気商品その1【まどかマンガ1】』2020年9月、ASIN B08JKPDZZF。
- たまたま イラスト『ゆる漫画で読める！コストコの人気商品その2【まどかマンガ2】』2020年9月、ASIN B08K3M644Z。
- 『2つのサイトを月間100万PV以上にした運営手法と考え方』2020年10月、ASIN B08KQ5Q3JK。
- たまたま イラスト『ゆる漫画で読める！楽しく始める節約術と貯金方法【まどかマンガ3】』2020年10月、ASIN B08LW48GH6。
- 『雑談ラジオ-ネットじゃ言えない話- #01 売れないサイト・起業の話』2020年11月、ASIN B08NPN4SYY。
- たまたま イラスト『ゆる漫画で読める！楽しく始める節約術と貯金方法【まどかマンガ4】一生モノのお金の考え方とは？』2020年12月、ASIN B08PG33Y72。

## 出演

### 書籍
- 『Google AdSense 成功の法則 57』染谷昌利 著、ソーテック社、2014年7月、ISBN 978-4800710567
- 『できる100ワザ Google AdSense 必ず結果が出る新・ネット広告運用術』染谷昌利、できるシリーズ編集部 共著、インプレス、2014年9月、ISBN 978-4844336747
- 『世界一やさしい ブログの教科書 1年生』染谷昌利 著、ソーテック社、2016年8月、ISBN 978-4800720399

### ネットTV
- 「好きなことだけして年商1000万」生活必需品もフォロワーが支援してくれる”プロ無職”という生き方（2018年12月13日、AbemaTV）- るってぃの年間スポンサー[36]